# Phyllodonta peccataria
Phyllodonta peccataria är en fjärilsart som beskrevs av Barnes och Mcdunnough 1916. Phyllodonta peccataria ingår i släktet Phyllodonta och familjen mätare. Inga underarter finns listade i Catalogue of Life.